# Plano impróprio
Em geometria projetiva, o plano impróprio é o conjunto dos pontos impróprios e das retas impróprias. Conhecido também como plano ideal, situa-se no infinito, ou seja, é o lugar geométrico que contém todos os pontos impróprios e retas impróprias do espaço projetivo.
Cada plano próprio tem somente uma direção (por definição), que é dada por uma reta imprópria; portanto dois planos próprios concorrentes definem duas retas impróprias distintas, e estas duas retas são suficientes para a determinação do plano impróprio (só existe um plano impróprio no espaço projetivo).
O espaço projetivo é composto por todos os elementos próprios e impróprios existentes. 
Ele é notado pela letra grega alfa minúscula acompanhada do símbolo do infinito α∞.